# Grande Prêmio da Itália de 1975
Resultados do Grande Prêmio da Itália de Fórmula 1 realizado em Monza em 7 de setembro de 1975. Décima terceira etapa da temporada, foi vencido pelo suíço Clay Regazzoni à frente de Emerson Fittipaldi e Niki Lauda. Tais resultados garantiram ao piloto austríaco e à Ferrari os títulos mundiais de pilotos e construtores.

## Classificação da prova
| Pos. | Nº | Piloto             | Construtor      | Voltas | Tempo/Diferença      | Grid | Pontos |
| ---- | -- | ------------------ | --------------- | ------ | -------------------- | ---- | ------ |
| 1    | 11 | Clay Regazzoni     | Ferrari         | 52     | 1:22:42.6            | 2    | 9      |
| 2    | 1  | Emerson Fittipaldi | McLaren-Ford    | 52     | + 16.6               | 3    | 6      |
| 3    | 12 | Niki Lauda         | Ferrari         | 52     | + 23.2               | 1    | 4      |
| 4    | 7  | Carlos Reutemann   | Brabham-Ford    | 52     | + 55.1               | 7    | 3      |
| 5    | 24 | James Hunt         | Hesketh-Ford    | 52     | + 57.1               | 8    | 2      |
| 6    | 16 | Tom Pryce          | Shadow-Ford     | 52     | + 1:15.9             | 14   | 1      |
| 7    | 4  | Patrick Depailler  | Tyrrell-Ford    | 51     | + 1 volta            | 12   |        |
| 8    | 3  | Jody Scheckter     | Tyrrell-Ford    | 51     | + 1 volta            | 4    |        |
| 9    | 34 | Harald Ertl        | Hesketh-Ford    | 51     | + 1 volta            | 17   |        |
| 10   | 25 | Brett Lunger       | Hesketh-Ford    | 50     | + 2 voltas           | 21   |        |
| 11   | 30 | Arturo Merzario    | Fittipaldi-Ford | 48     | + 4 voltas           | 26   |        |
| 12   | 32 | Chris Amon         | Ensign-Ford     | 48     | + 4 voltas           | 19   |        |
| 13   | 6  | Jim Crawford       | Lotus-Ford      | 46     | + 6 voltas           | 25   |        |
| 14   | 20 | Renzo Zorzi        | Williams-Ford   | 46     | + 6 voltas           | 22   |        |
| Ret  | 17 | Jean-Pierre Jarier | Shadow-Matra    | 32     | Bomba de combustível | 13   |        |
| Ret  | 29 | Lella Lombardi     | March-Ford      | 21     | Acidente             | 24   |        |
| Ret  | 10 | Hans-Joachim Stuck | March-Ford      | 15     | Acidente             | 16   |        |
| Ret  | 21 | Jacques Laffite    | Williams-Ford   | 7      | Câmbio               | 18   |        |
| Ret  | 8  | José Carlos Pace   | Brabham-Ford    | 6      | Acelerador           | 10   |        |
| Ret  | 22 | Rolf Stommelen     | Hill-Ford       | 3      | Acidente             | 23   |        |
| Ret  | 2  | Jochen Mass        | McLaren-Ford    | 2      | Acidente             | 5    |        |
| Ret  | 5  | Ronnie Peterson    | Lotus-Ford      | 1      | Motor                | 11   |        |
| Ret  | 23 | Tony Brise         | Hill-Ford       | 1      | Acidente             | 6    |        |
| Ret  | 27 | Mario Andretti     | Parnelli-Ford   | 1      | Acidente             | 15   |        |
| Ret  | 9  | Vittorio Brambilla | March-Ford      | 1      | Embreagem            | 9    |        |
| Ret  | 14 | Bob Evans          | BRM             | 0      | Pane elétrica        | 20   |        |
| DNQ  | 31 | Roelof Wunderink   | Ensign-Ford     |        |                      |      |        |
| DNQ  | 35 | Tony Trimmer       | Maki-Ford       |        |                      |      |        |

## Tabela do campeonato após a corrida
| Pos. | Piloto             | Pontos |
| ---- | ------------------ | ------ |
| 1    | Niki Lauda         | 55,5   |
| 2    | Emerson Fittipaldi | 39     |
| 3    | Carlos Reutemann   | 37     |
| 4    | James Hunt         | 30     |
| 5    | Clay Regazzoni     | 25     |

| Pos. | Construtor   | Pontos  |
| ---- | ------------ | ------- |
| 1    | Ferrari      | 63,5    |
| 2    | Brabham-Ford | 54 (56) |
| 3    | McLaren-Ford | 47      |
| 4    | Hesketh-Ford | 30      |
| 5    | Tyrrell-Ford | 24      |

- Nota: Somente as primeiras cinco posições estão listadas e os campeões da temporada surgem destacados em negrito. A temporada de 1975 foi dividida em dois blocos de sete corridas onde cada piloto descartaria um resultado. Neste ponto esclarecemos: na tabela dos construtores figurava somente o melhor colocado dentre os carros do mesmo time.